# 長門本山站
長門本山站（日语：／ Nagato-Motoyama eki */?）是位於山口縣山陽小野田市大字小野田字三之奈良原，西日本旅客鐵道（JR西日本）的小野田線支線（又稱「本山支線」）車站。為該支線的終點站。
在現行時間表下，每天只在07:00時段開出兩班、及18:00時段開出一班、共三班普通列車。而在2002年3月22日前，尾班列車出發時間為晚上10時時段。

## 車站構造

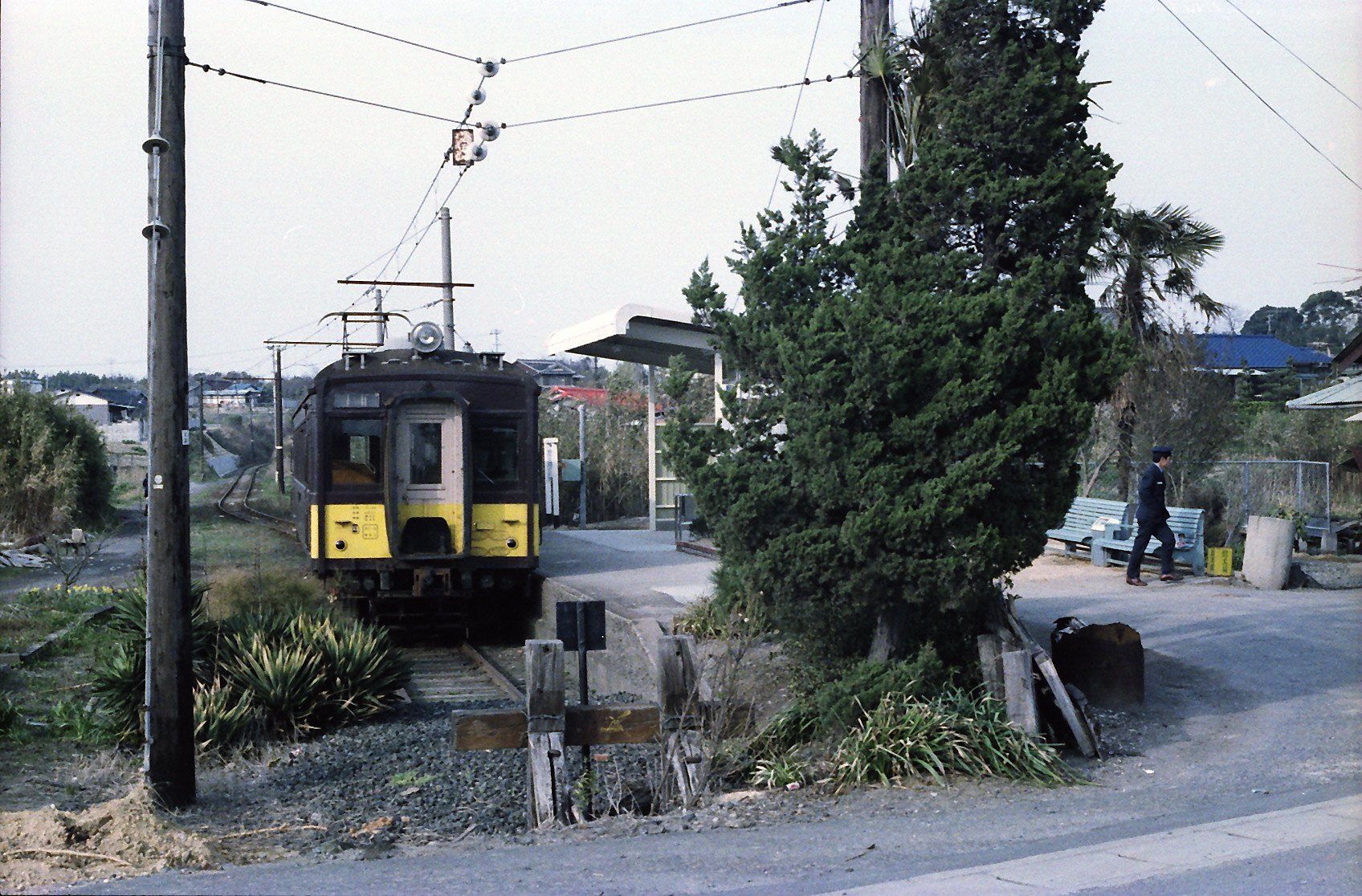
1978年時的長門本山站。

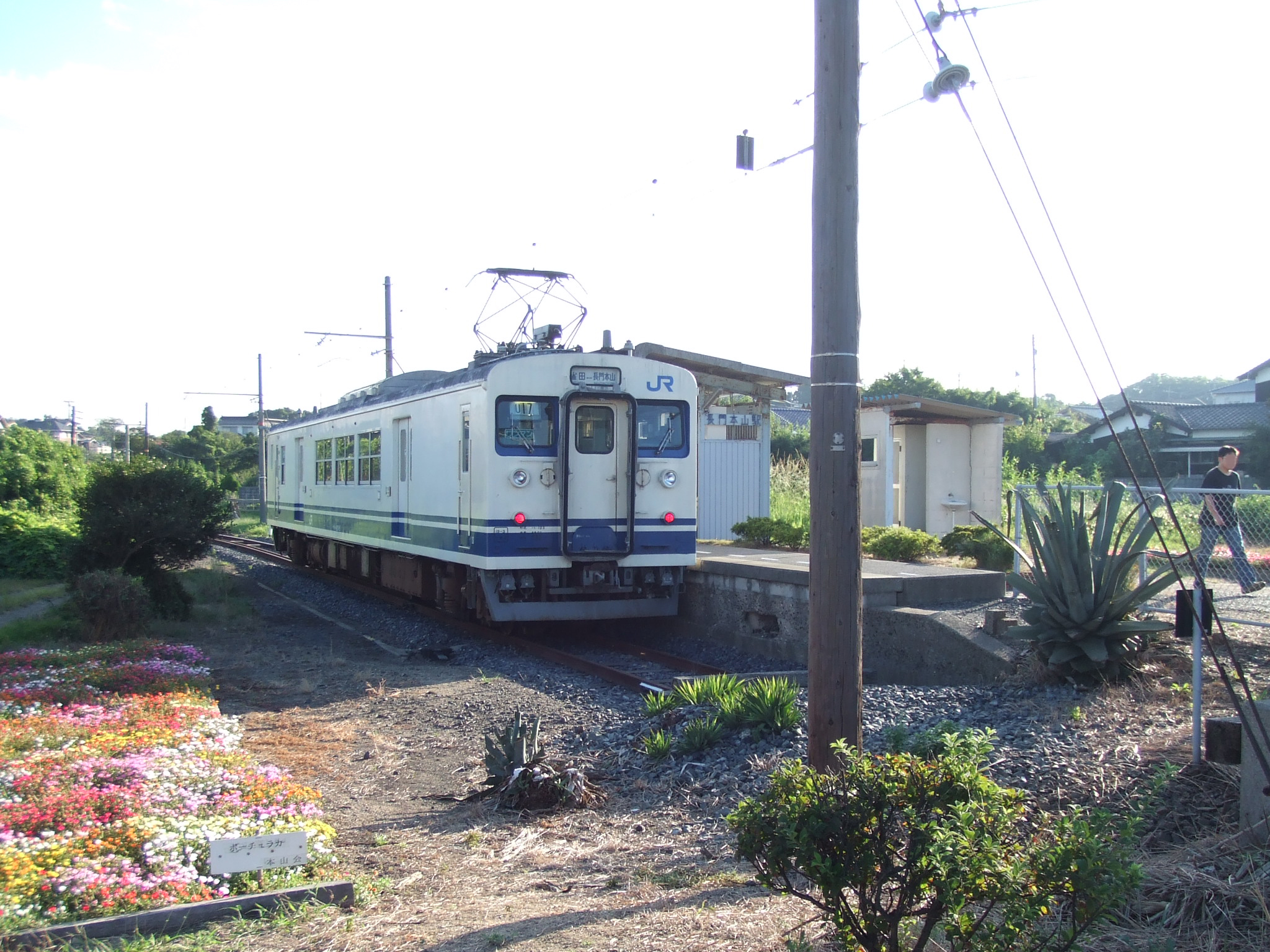
在路線終端望見站內（2007年8月）

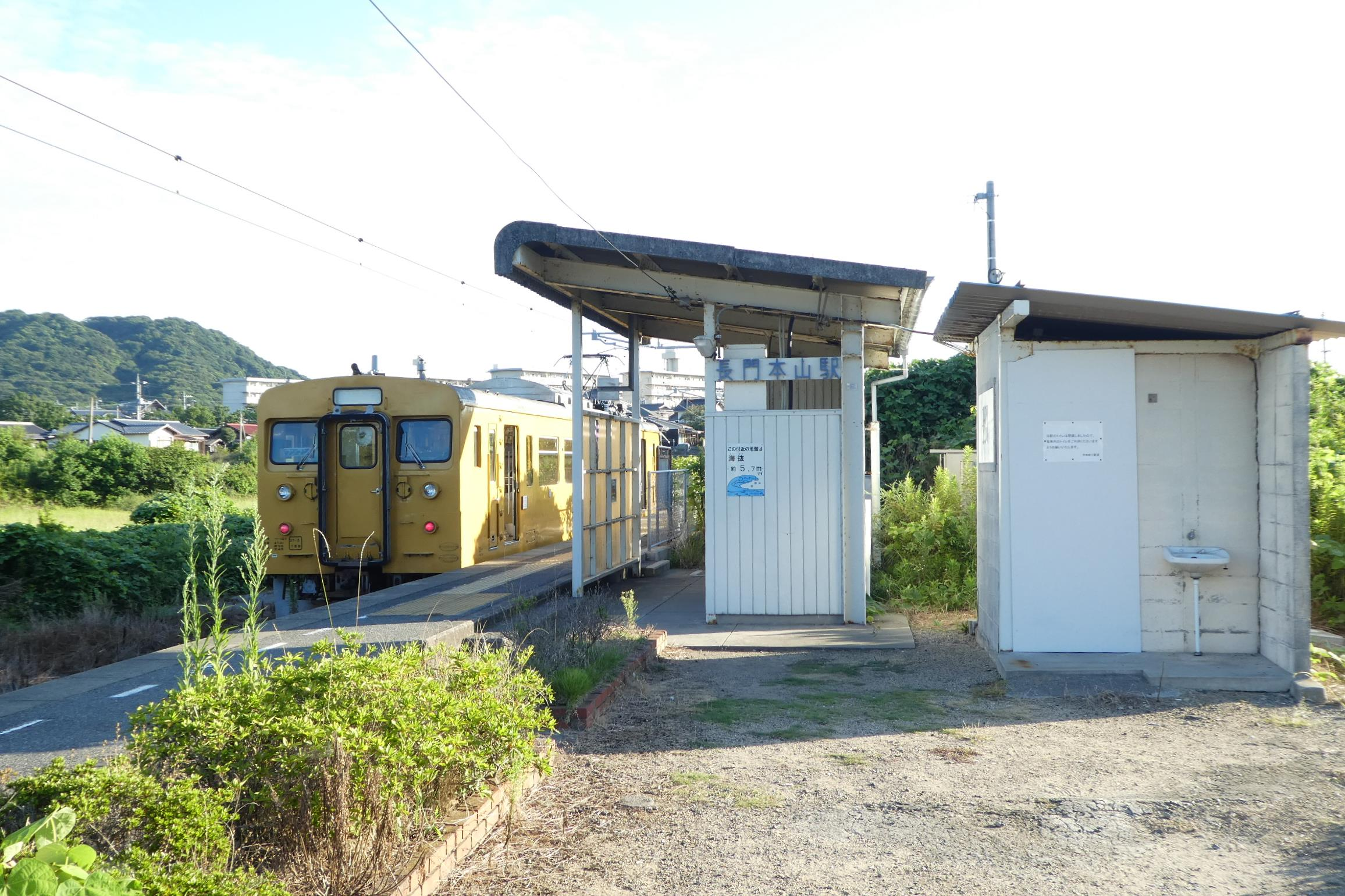
2017年時的長門本山站，右邊的洗手間已被圍封。

現時採用簡易車站模式運作，由山口支社旗下的「山口地區統括部」管理。過往曾經設有站房，但早已被拆去，後來在站房原址加建了一座簡易式的洗手間，然而於2017年起也被圍封，及後亦遭拆去。現時該處只保留一個小型花壇。沿山口縣道354號的路口即可直接進入月台盡頭的範圍。

### 月台
只設有側式月台1座，長約40公尺，有效長度為2輛。路軌盡頭與山口縣道354號相接，並設有防撞石壆及圍欄。靠向盡頭方的大部份月台均以石塊作為地基，再配以水泥地面；2000年代起，為使列車與防撞石壆保持一定距離，便將月台向濱河內稍為延長，延長部份則以鋼架作基座，並配上水泥板。
月台中央設有一座以水泥上蓋及鐵皮所搭成的候車室，亭內設有候車座椅及通訊配置箱。月台與候車亭間因有高低差距，所以設有兩級梯級，並在梯級兩旁加設了圍欄以防失足。
列車靠站時，下車時為左側，上車時為右側。
| 路線                  | 方向 | 目的地             |
| --------------------- | ---- | ------------------ |
| ■小野田線（本山支線） | 上行 | 雀田、宇部新川方向 |

## 歷史
- 1937年1月21日：宇部電氣鐵道（日语：宇部電気鉄道）此站至雀田站之間開通，此站啟用。當時此站名為本山站。
- 1941年11月29日：宇部電氣鐵道合併至宇部鐵道（日语：宇部鉄道），成為宇部鐵道車站。同時此站改名為長門本山站。
- 1943年5月1日：宇部鐵道被國有化。成為國有鐵道車站。
- 1987年4月1日：隨國鐵分割民營化，車站由西日本旅客鐵道（JR西日本）營運。

## 使用狀況
以下為近年使用人次：
| 乘車人次變化 | 乘車人次變化 |
| 年度         | 1日平均人次  |
| ------------ | ------------ |
| 1999         | 80           |
| 2000         | 63           |
| 2001         | 56           |
| 2002         | 89           |
| 2003         | 47           |
| 2004         | 33           |
| 2005         | 26           |
| 2006         | 21           |
| 2007         | 23           |
| 2008         | 23           |
| 2009         | 22           |
| 2010         | 20           |
| 2011         | 15           |
| 2012         | 19           |
| 2013         | 20           |
| 2014         | 22           |
| 2015         | 23           |
| 2016         | 26           |
| 2017         | 22           |
| 2018         | 24           |
| 2019         | 18           |
| 2020         | 11           |
| 2021         | 14           |
| 2022         | 22           |

## 車站周邊
車站位於山陽小野田市南邊，靠近周防灘，周邊為住宅區。車站入口設有由船木鐵道經營的「小野田線」「本山站」巴士站，可前往距離約1.5公里外的本山岬，或在日間列車未有服務時前往小野田站及船木方向，每小時約有1至2班。

## 相鄰車站
西日本旅客鐵道（JR西日本）
■小野田線（本山支線）
濱河內－長門本山

## 外部連結
- 長門本山｜車站資訊：JR出門網 - 西日本旅客鐵道（日語）